# Staatenhaus am Rheinpark

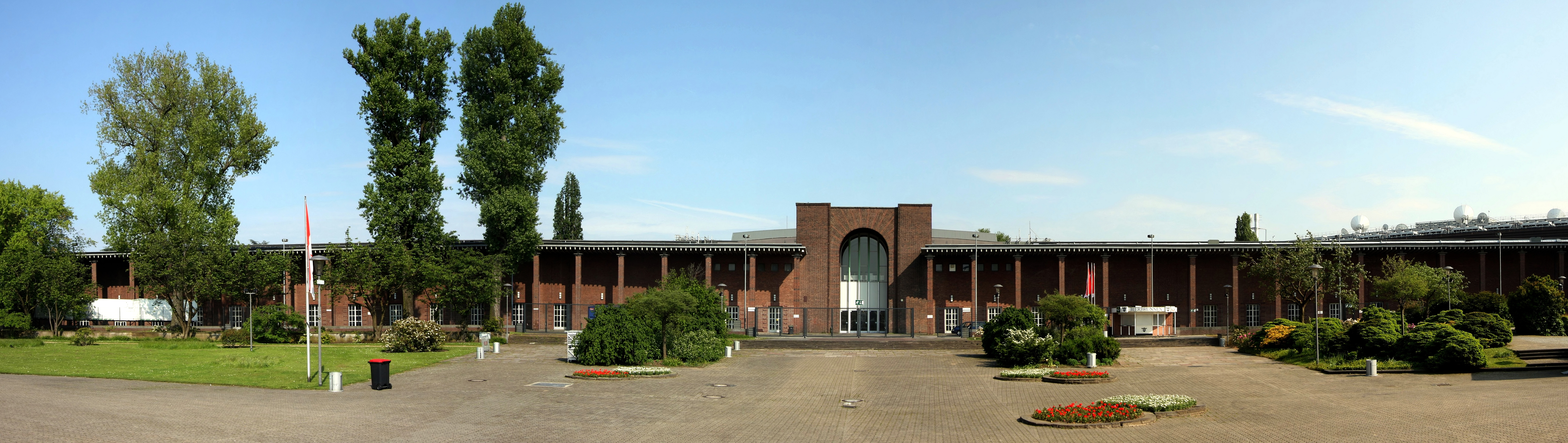
Gesamtansicht Staatenhaus vom Rheinpark aus gesehen (2010)

Das Staatenhaus am Rheinpark ist ein Veranstaltungsgebäude in Köln-Deutz, das zum künftigen Musical-Theater Kölns umgebaut werden soll. Das denkmalgeschützte Gebäude aus den 1920er-Jahren mit tageslichthellen Ausstellungsräumen und Backsteinfassade grenzt direkt an die Hallen der Koelnmesse, das Tanzbrunnengelände und den Rheinpark an. Der zweischiffige, aus parallel laufender Halle und Kolonnade bestehende Baukörper wird in der Mitte von einem offenen Bogenbau optisch geteilt. Seit 2016 beheimatet es die Oper Köln, die es als Interimsspielstätte nutzt, bis die Sanierung des Riphahnbaus am Offenbachplatz abgeschlossen ist.

## Geschichte
Nach der Eröffnung der Kölner Messehallen im Mai 1924 wurde im Herbst 1926 Adolf Abel mit Umgestaltungs- und Erweiterungsplänen beauftragt, um für die Großveranstaltung Pressa im Jahr 1928 mehr Platz zu schaffen. So sollte nördlich an den Messehof ein Rondellbau harmonisch eingegliedert werden. Abel entwarf einen flachen, eingeschossigen, langgestreckten Baukörper, dessen bogenförmiger Grundriss die Form der vorgelagerten Garten- beziehungsweise Parkrondells aufgriff. Den Namen Staatenhaus erhielt dieses Gebäude während der Pressa, bei der es den teilnehmenden Staaten als Präsentationsbau diente. Ein Jahr später fand die 25. Jahresausstellung des Deutschen Künstlerbundes mit 150 Teilnehmern und 322 Exponaten im Staatenhaus statt.
In den 1950er-Jahren wurden die während des Zweiten Weltkriegs stark beschädigten Veranstaltungsräume wiederhergestellt und das ehemalige Staatenhaus auf Wunsch der Aussteller mittels einer Verbindungshalle über das Freigelände mit dem Messehauptgebäude verbunden. Als Teil der Messe firmierte der aufteilbare Rondellbau als Hallen 6, 7 und 8 und zwischenzeitlich auch als Rheinparkhallen. Seit 2010 heißt der eigenständige Veranstaltungsort Staatenhaus am Rheinpark.

## Veranstaltungen und heutige Nutzung
Im Staatenhaus finden auf 16.900 Quadratmeter Nutzfläche bis zu 12.000 Personen Platz. Im Jahr 2011 fanden 46 Veranstaltungen mit 78.000 Besuchern statt. Größtenteils sind diese Veranstaltungen Kongresse, Konferenzen, Tagungen, Messen, Konzerte, Gesellschafts- oder Karnevalsveranstaltungen. So waren im Staatenhaus unter anderem die ART.FAIR, der fvw Kongress (Kongress und Fachmesse für Touristik, Business Traval und Technologie) und die Weihnachtsengel-Show von Tommy Engel zu Gast.

## Künftige Nutzung als Musicaltheater
Das Staatenhaus soll zu einem Musical-Theater mit 1800 Sitzplätzen umgebaut werden. Zusätzlich soll es einen Ausstellungsbereich mit 1200 Quadratmetern erhalten. Dazu war geplant, das Staatenhaus im Sommer 2015 an die BB Group im Erbbaurecht zu überschreiben. Da der Umbau der Kölner Oper nicht rechtzeitig zur Spielzeit 2015/16 fertig wurde, hat die Stadt Köln dieses Vorhaben aufgeschoben. Seit der Spielzeit 2015/16 wird das Staatenhaus als Interimsspielstätte der Oper genutzt.